# Turbina Tyson
La turbina Tyson è una turbina idraulica conica, sviluppata da Warren Tyson.
Le sue pale elicoidali emergono poco dopo l'apice della girante aumentando gradualmente di dimensione radiale e diminuendo di passo verso la base. Questo design non necessita di battente, poiché viene inserito direttamente nell'acqua corrente.
Commercializzata come parte di un sistema idroelettrico che estrae energia dal flusso dell'acqua, la turbina è montata sotto una zattera a perpendicolare rispetto al moto del fluido, azionando tipicamente una pompa o un generatore posto sopra la zattera mediante cinghia o ingranaggio.

La turbina viene rimorchiata nel mezzo di un fiume, dove il flusso è più veloce, e legata a riva. Non richiede ingegneria locale e può essere facilmente spostato in altre località. L'intero dispositivo ha una dimensione di circa 1.5 m ed un peso di 400 kg.
Il sistema è stato sviluppato con l'obiettivo di essere economico e facile da manutenere con un particolare target verso i paesi del terzo mondo.